# Mírovka
Mírovka – rzeka na Morawach, prawostronny dopływ Morawy.
Jej źródła znajdują się na zboczach góry Jahodnice (589 m n.p.m.), na wysokości ok. 554 m n.p.m., koło wsi Maletín w Mírovské vrchovine, która jest środkową częścią Zábřežské vrchoviny. Płynie przez Maletín, Starý Maletín i płynie na południowy wschód. Mija osadę Svojanov, po czym skręca na północny wschód i płynie jedną z piękniejszych dolin Mírovské vrchoviny. Pod wsią Mírov z powrotem skręca na południowy wschód. Opływa południowe zbocza wzniesienia, na którym stoi zamek Mírov i doliną pod górą Vraní kopec (469 m n.p.m.) płynie na wschód, do wsi Křemačov i dalej do miasta Mohelnice. Po minięciu północno-zachodniej części miasta, już na obszarze niziny Haná meandruje w stronę ujścia. Między miastem Mohelnice a wsią Stavenice wpada do jednego z ramion Morawy.
Rzeka jest bogata w ryby.
Posiada jeden większy, lewostronny dopływ – Řepovský potok